# Naqi'a-Zakutu

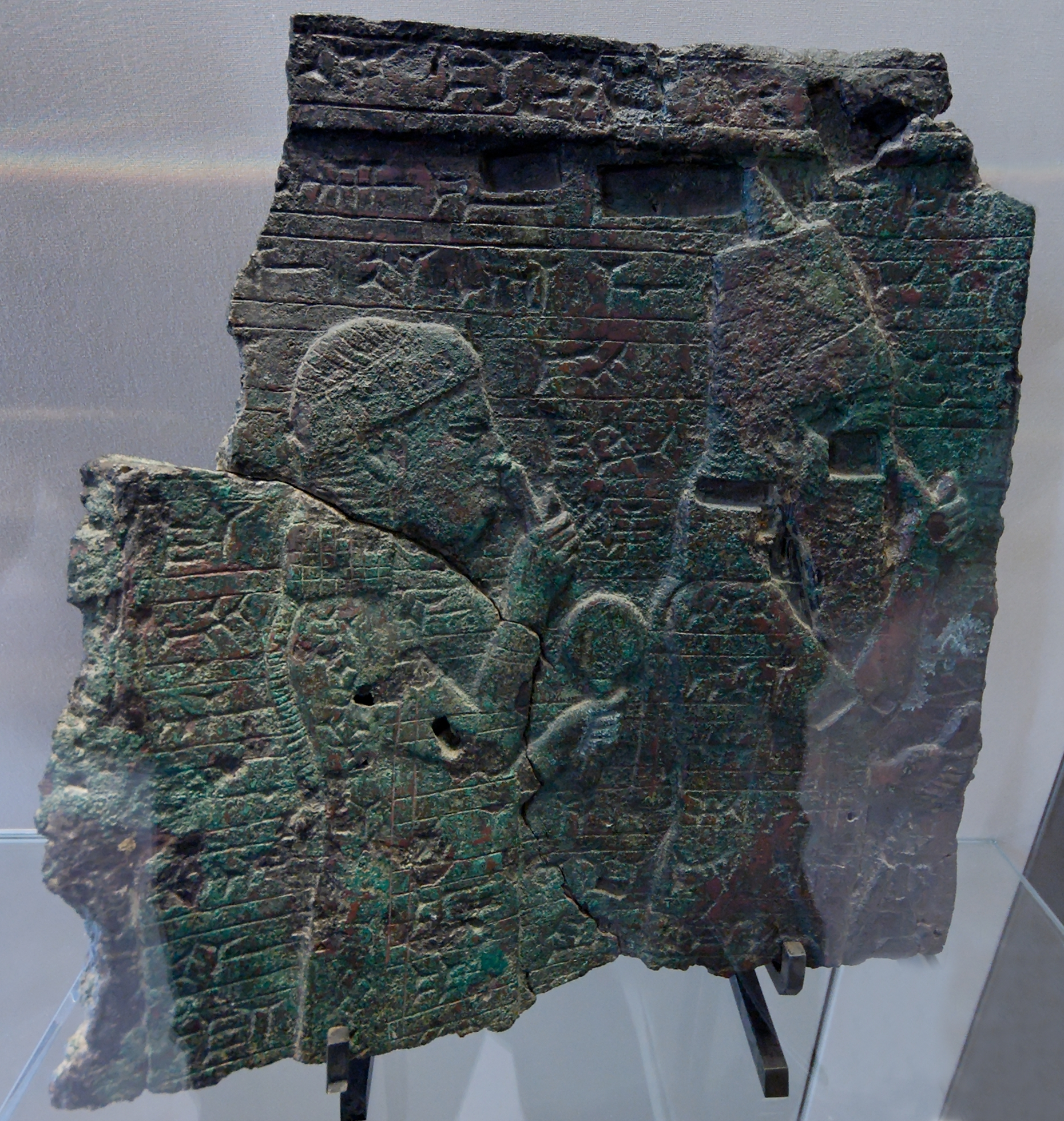
Naqi'a-Zakutu en zoon Esarhaddon, bronzen reliëf in het Louvre.

Naqî’a was de tweede vrouw van de Assyrische koning Sennacherib, die regeerde tussen 705 v.Chr. en 681 v.Chr. Hierdoor werd ze de schoondochter van koning Sargon II en aldus gelinkt aan de dynastie van de Sargoniden. Haar man, Sennacherib, stond erom bekend dat hij tijdens zijn regeerperiode de stad Babylon had verwoest en een nieuwe hoofdstad, Dur-Sharrukin, bij Ninive stichtte. Toen Sennacherib stierf kwam haar zoon, Esarhaddon, aan de macht. Esarhaddon stierf in 669 v.Chr. en het was Naqî’a die er grotendeels voor zorgde dat hij werd opgevolgd door haar kleinzoon, Assurbanipal.

## Afkomst
De Assyrische koningin was van West-Semitische origine, zoals we kunnen afleiden uit haar naam. Naqî’a betekent zo veel als ‘de reine’. In het Assyrisch vertaald heet ze Zakûtu, in vele Assyrische bronnen staat ze dan ook bekend onder deze naam. Waarschijnlijk was Naqî’a geboren als een Aramese prinses, en kwam ze vanuit Lahiru naar Babylonië.

## Opvolgingskwesties en regentschap over Babylonië
Naqî’a haar politieke invloed als koningin-moeder moet in bepaalde periodes zeer groot zijn geweest. Het is duidelijk dat haar stem fel doorwoog in de opvolgingskwesties binnen de dynastie. Zij was het, die de benoeming van Esarhaddon en Assurbanipal tot troonopvolger regelde. Zij was het ook, die ervoor zorgde dat Babylonië sterk stond ten tijde van Esarhaddons regering, en het was voornamelijk de koningin-moeder, die de stad Babylon heropbouwde en klaar maakte om opnieuw een centrale functie in het rijk te vervullen.
Het bekendst is Naqî’a om haar persoonlijke invloed in de opvolgingskwesties binnen de Sargoniden-dynastie. Sinds de revoluties van de negende eeuw gold de regel van 'de oudste zoon wordt automatisch kroonprins' niet meer. De machthebber kon naar eigen voorkeur zijn opvolger aanduiden. Door haar toedoen verkoos Sennacherib zijn jongste zoon Esarhaddon – niet toevallig ook Naqî’a’s zoon – tot kroonprins. Ook bij de aanduiding van Assurbanipal, Esarhaddons derde zoon, speelde Naqî’a ongetwijfeld een grote rol. Want na Esarhaddons plotse dood was zij het die de rust bewaarde in Assyrië, Babylonië en het Zeeland. De oppositie tegen de jonge koning kreeg door haar toedoen geen kans om onrust te zaaien in het land.
Ook in de politiek bewees Naqî’a haar kunnen. Nadat koning Sennacherib Babylon van de kaart geveegd had door de stad af te branden, en dan blank te leggen, bombardeerde hij Dur-Sharrukin tot nieuwe hoofdstad van het rijk. Het oosten en zuidoosten van Babylonië liet hij over aan zijn vrouw om er in zijn naam te regeren. Zij was van Babylonische origine, en kende het land beter dan hijzelf. Hiermee had ze een van de meest verantwoordelijke functies in het rijk in handen. Ze moest de grenzen bewaken tegen de dreiging van de Elam en van de opstandige Zeelanders. Aangezien Babylon ongeschikt was om de rol van een hoofdstad te vervullen, regeerde Naqî’a vanuit haar geboortestad Lahiru, dat het nieuwe administratieve centrum van de regio geworden was. Het was zo, dat "noch de heilige, noch de wereldlijke macht in Babylon kon verblijven, vooraleer ten minste de publieke en private gebouwen hersteld waren". Naqî’a zou deze functie onder het regentschap van beide vorsten Esarhaddon en Assurbanipal blijven vervullen, en haar invloed was ook hier niet te onderschatten. 
In 679 v.Chr., onder Esarhaddons bewind, werd de wederopbouw van Babylon aangevat. Elf jaar later, onder Assurbanipals bewind, zou de stad eindelijk klaar zijn om opnieuw een centrale functie in het rijk te vervullen. Alhoewel Assurbanipal de eer van de heropbouw van de oude stad aan zichzelf toeschreef, was de wederopbouw grotendeels georganiseerd door Naqî’a, die aan het hoofd van het bestuur van dat deel van het rijk stond. Een specifieke inbreng die dit bevestigt, is de aanleg van een kunstmatig meer om het water waarmee Sennacherib de stad eerder blank had gezet te laten wegvloeien. Hierdoor kon de reparatie van de vernielde dijken aangevat worden. 

## Naqî'a's einde
Toen de nog levende Esarhaddon Assurbanipal tot troonopvolger aanduidde, benadeelde hij hiermee Assurbanipals oudere broer, Shamash-shum-ukin (de oudste broer was eerder overleden). Dit maakte hij enigszins goed door hem terstond te benoemen tot kroonprins van Babylon. Toen Esarhaddon een zeer plotse dood stierf, kwamen beide broers veel vroeger dan verwacht aan de macht. Zoals eerder vermeld, was het Naqî’a's verdienste dat de rust in deze periode bewaard bleef. Shamashshumukin echter, "verloor het belang van zijn vaderland uit het oog en raakte betrokken bij eeuwenoude intriges van Babylonische nationalisten tegen Assyrische suprematie". Zestien jaar nadat hij de troon besteeg, viel hij samen met Elam en de Zeelanders het Assyrische rijk aan. Door dit te doen, brak hij echter een eed van trouw aan Assurbanipal, die Naqî’a hem – waarschijnlijk onmiddellijk na Assurbanipals troonsbestijging – had laten afleggen. Om zijn plannen uit te voeren moest hij Naqî’a uitschakelen, want ze zou Assurbanipals beleid verdedigen met alles wat in haar macht lag. De samenzwering tussen Shamashshumukin, Elam en de Zeelanders betekende vermoedelijk het einde van Naqî’a's leven. Doch, Assurbanipal kon weerstand bieden aan de anti-Assyrische coalitie, en na een tweejarig beleg viel Babylon in 648 v.Chr.
Naqî’a was een unicum met historisch belang in het laat-Assyrische rijk. Door de lange duur van haar statuut van Assyrische koningin, en ook door haar persoonlijkheid die haar heeft toegelaten een belangrijk gewicht te hebben in de politiek van haar koninkrijk, neemt Naqî’a in de Sargonidische periode een aparte plaats in. Met uitzondering van Sammuramat in de 9e eeuw v.Chr., heeft geen enkele Assyrische koningin dat haar ooit voor- of nagedaan.

## Verder lezen
- (en)  S.C. Melville, The Role of Naqia/Zakutu in Sargonid Politics, Helsinki, 1999.